# Trouy
Trouy – miejscowość i gmina we Francji, w Regionie Centralnym, w departamencie Cher.
Według danych na rok 1990 gminę zamieszkiwało 2877 osób, a gęstość zaludnienia wynosiła 124 osoby/km² (wśród 1842 gmin Regionu Centralnego Trouy plasuje się na 123. miejscu pod względem liczby ludności, natomiast pod względem powierzchni na miejscu 553.).